# Camellia tsingpienensis
Camellia tsingpienensis är en tvåhjärtbladig växtart som beskrevs av Hu Hsien-Hsu. Camellia tsingpienensis ingår i släktet Camellia och familjen Theaceae.

## Underarter
Arten delas in i följande underarter:
- C. t. macrophylla
- C. t. microphylla
- C. t. pubisepala